# Axel Huens
Axel Huens (Buire-Courcelles, 5 settembre 2001) è un ciclista francese che corre per il team Unibet Tietema Rockets. È professionista dal 2023.

## Carriera
Debutta nel circuito professionistico nel 2023 con la Wanty-Nippo-ReUz. Nel 2024 passa alla TDT-Unibet.
Nel 2025 partecipa alla sua prima classica, la Parigi-Roubaix, dove si classifica 27°.

## Piazzamenti

### Classiche monumento
- Parigi-Roubaix

2025: 27°